# Том Макгілл
Том Макгілл (англ. Tom McGill, нар. 25 березня 2000, Бельвіль) — англійський і канадський футболіст, воротар англійського клубу «Мілтон-Кінс Донс», у якому грає в оренді з клубу «Брайтон енд Гоув».

## Клубна кар'єра
Том Макгілл народився 2000 року в місті Бельвіль у Канаді, пізніше перебрався з родиною до Англії, де розпочав займатися футболом у юнацькій команді футбольного клубу «Брайтон енд Гоув». У 2018 році футболіста перевели до головної команди клубу, проте відразу віддали в оренду до клубу «Вортінг». Пізніше в цьому ж році Макгілл на правах оренди перейшов до клубу «Грінік Боро», в якому грав до 2019 року. У 2019 воротаря віддали в оренду до клубу «Бейсінгсток Таун», а в 2020—2021 роках він грав у оренді в клубі «Кроулі Таун». У 2024 році Макгілл перейшов на правах оренди до клубу «Мілтон-Кінс Донс».

## Виступи за збірні
З 2015 до 2019 року Том Макгілл грав у складі юнацької збірної Англії різних вікових груп, загалом на юнацькому рівні взяв участь у 13 іграх, пропустивши 14 голів.
З 2023 року Том Макгілл регулярно викликається до національної збірної Канади. Він був у складі збірної на розіграші Золотого кубка КОНКАКАФ 2023 року у США та Канаді та розіграші Кубка Америки 2024 року у США, проте так і не дебютував у складі канадської збірної.